# Монпелие (Айдахо)
Вижте пояснителната страница за други значения на Монпелие.
Монпелие (на английски: Montpelier) е град в окръг Беър Лейк, щата Айдахо, САЩ. Монпелие е с население от 2785 жители (2000) и обща площ от 4,8 km². Намира се на 1823 m надморска височина. ZIP кодът му е 83220, 83254, а телефонният му код е 208.